# Элгиния
Элгиния (лат. Elginia mirabilis) — вид парарептилий-анапсид из семейства Elginiidae клады парейазавров, живших во времена пермского периода (чансинский век) на территории современной Шотландии (Великобритания).

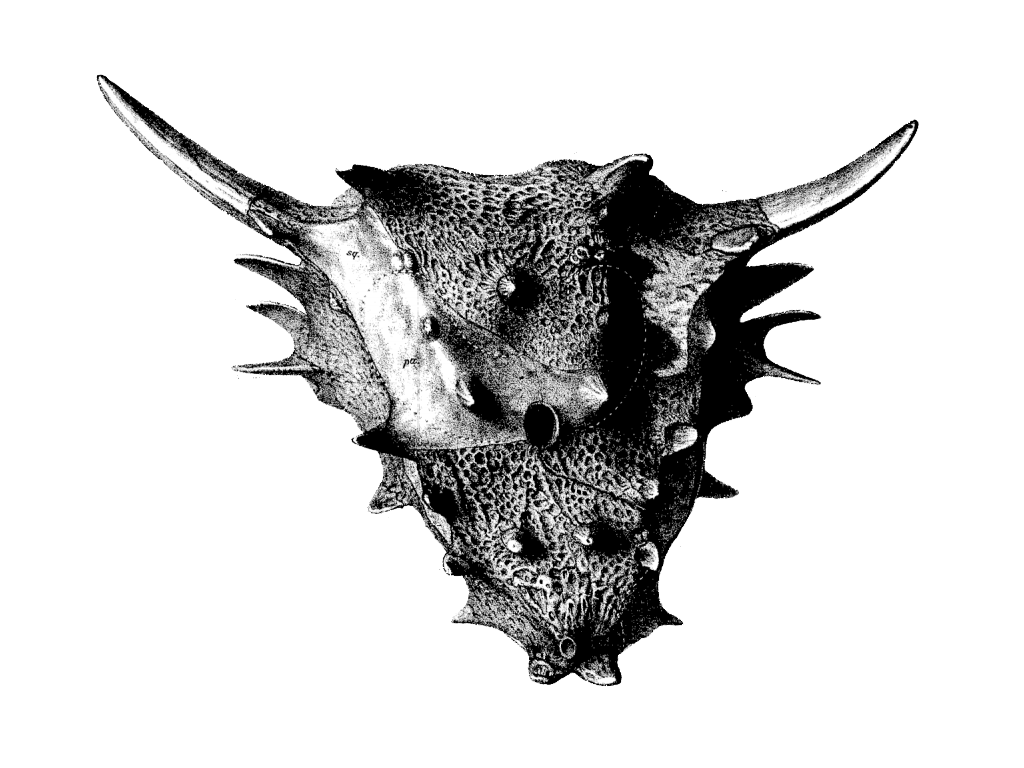
Череп элгинии

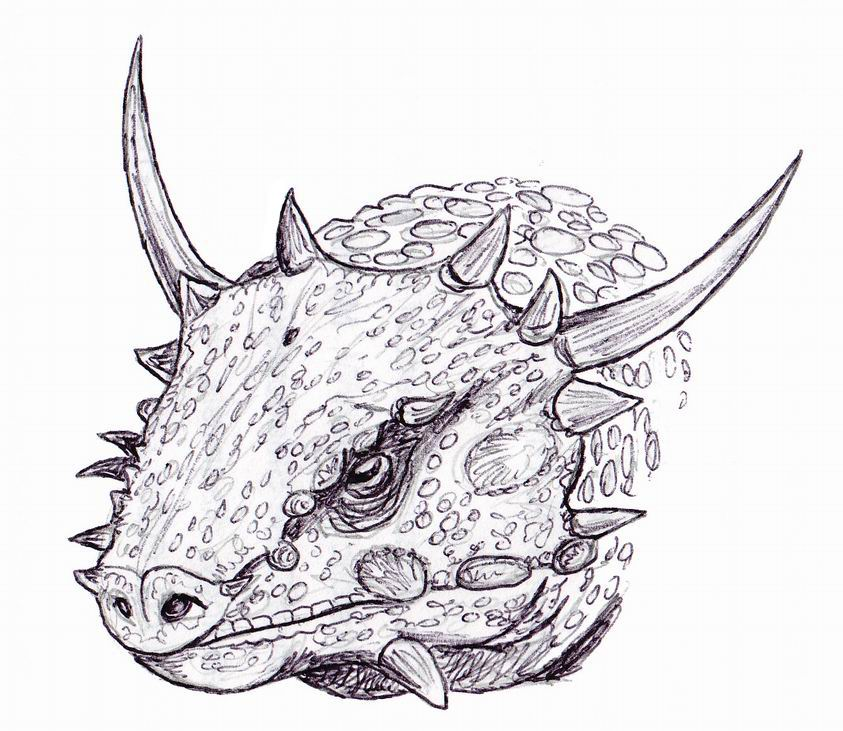

Вид описан по двум более-менее полным скелетам взрослых особей, найденным около Элгина. В 2000 году был найден скелет молодой особи длиной всего 25 см. В отложениях вязниковского комплекса терминальной перми Восточной Европы (Владимирская область) известны фрагменты черепа элгиний. 
Длина черепа около 15 см, общая длина до 1 метра. Череп низкий, треугольный, есть ушная вырезка, покровные кости покрыты мелкоямчатой структурой. Очень развиты шипы, образующие пару направленных назад «рогов». Основание шипов уплощённое скульптированное, расположение шипов напоминает таковое у лантанозухов. Присутствуют многочисленные остеодермы, сливающиеся в плечевой и тазовой области. Челюстные зубы с уплощённо-листовидными коронками, зазубренные. По структуре черепа вид сходен с никтеролетерами.
Вероятно, полуводные растительноядные животные.
В 2005 году из местонахождения Обирково (Вологодская область) описан фрагмент черепа нового представителя семейства Elginiidae — Obirkovia gladiator, а в 2018 году из лопинских отложений Китая описан частичный скелет второго вида в роде — Elginia wuyongae.